# 飯田成一
飯田 成一（いいだ せいいち、1968年11月6日 - ）は、日本のロックベーシスト。Grecoのベースを30年以上愛用している。2019年、新プロジェクトOXYMORPHONNを始動。ウィンズ音楽教室にてベース講師を務めている。2022年3月、幻覚に参加。

## 経歴
1987年11月、KENとG-KILLを結成、後にZI:KILLに改名。
翌1988年2月、TUSK（Vo）加入、1989年6月、YUKIHIRO（Dr）加入。1990年にエクスタシーレコードよりアルバム『CLOSE DANCE』などの作品リリースを経て、1991年3月6日に東芝EMIより1st8cmCDシングル「LONELY」をリリースしZI:KILLのベーシストとしてメジャー・デビュー。同年、TETSU（Dr）加入。1992年、EBY（Dr）加入。1994年5月、ZI:KILL解散。MASAMI（ex.AURA）、YUKIHIRO（→OPTIC NERVE）、TETSU（→BODY）、EBY（後にLIZARD'S TAIL）と4人のドラムが変わりながら、2度の日本武道館公演を行い、解散までにシングル4枚、オリジナル・アルバム5枚、ヒストリーアルバム1枚などを残した。
1994年7月、BODYの瀧川一郎（ex.D'ERLANGER）、菊地哲（ex.SAVER TIGER、D'ERLANGER、ZI:KILL）と3人でCRAZE結成。藤崎賢一（ex.JUSTY-NASTY）を迎え入れ1995年9月6日に1stシングル「NAKED BLUE」をキングレコードからリリースし再メジャー・デビュー。ボーカルを伊藤可久、濱口正勝、藤崎賢一、緒方豊和、鈴木慎一郎、板谷祐（ex.ZI:KILL、THE SLUT BANKS）と変わりながら、レコード会社をテイチクエンタテインメント、徳間ジャパンコミュニケーションズと移籍し活動を続ける。2005年8月にTUSKが脱退し、3人体制のまま2006年1月9日、SHIBUYA-AX公演をもってCRAZE解散。
CRAZE解散後は、渡部充一（ex.DEEP）小松崎広之（ex.DEEP）らと中田バンド（後にThe Heavenly Curveに改名）でライブ活動を経て、2010年にjohnny loves brautiganを結成、2枚のシングル音源を残す。
2012年3月、高木フトシ（Vo、BAD SiX BABiES / ex.HATE HONEY）のvezに、ASAKI（Gu、BUG / AGE of PUNK / GUNIW TOOLS / ROLL-B DINOSAUR）、YANA（Dr、Zeppet Store）と参加。
2013年にDaisy*glitteR参加、2015年に1stシングルリリース。
2017年12月15日のvezワンマンライブをもって「ひと区切り」とし、vez活動休止。
2019年、OXYMORPHONN活動開始。
2022年3月、幻覚に参加。2023年1月、ライブDVD『始動。』リリース。2023年8月、セルフカヴァー・ミニ・アルバム『KILL MOTHER FUCKER』リリース。
2024年5月3日、Crazy Cool joe 60th Anniversary"CRAZY HISTORY & DNA"（高田馬場CLUB PHASE）に、joeのDNAを受け継ぐと自認するベーシストとして、Luna（Eins:Vier）TOSHI（ex.Gargoyle）JUN（Valentine D.C.）と出演する。成一はDEAD END tribute bandとして出演し、joeと1曲ツインベースを奏でる。

## 人物
- Grecoのベースを30年以上愛用し、歴代のBg.シリーズを使用してる[2]。Grecoのベースを手にしたきっかけは、バンドをしていて、色々な音楽雑誌を見ていたところ、DEAD ENDの“CRAZY”COOL-JOEがGrecoのTVベースを使っている写真が載っていたのを見て、「コンパクトなモデルで、その感じがなんか良いなぁ」と思い、そのGrecoのベースを買って使い始めたことから[2]。その後、Grecoから声がかかりGreco Bg.ベースの開発に参加していたことがある[2]。2023年5月現在の愛用機はGreco　SEIICHI Signature Bg. Bass[5]。

- 幻覚で幻覚オリジナルTシャツのデザインをすることがある。

## バンド歴
- ZI:KILL（1987年 - 1994年）
- CRAZE（1994年 - 2006年）
- 中田バンド（2006年）
Vo.中田充彦, Gt.渡部充一（ex.DEEP）, Ba.飯田成一, Dr.藤本直幸（ex.BY-SEXUAL）
- The Heavenly Curve（2007年 - 2009年）
Vo.中田充彦, Gt.渡部充一（ex.DEEP）, Ba.飯田成一, Dr.小松崎広之（ex.DEEP）
- johnny loves brautigan（2010年 - ）
Vo.&Gt.坂上智守, Ba.飯田成一, Dr.KANNO
- vez（2012年 - 2017年）
- Daisy*glitteR（2013年 - ）
Vo.&Gt.YUKAKO, Gt.TADAMITSU, Ba.SEIICHI, Dr.KATSUKI
- OXYMORPHONN（2019年 - ）
Vo.Da!sK, Gt.HIROMITSU, Ba.Seiichi, Dr.yoshi
- 幻覚（2022年3月 - ）
Vo.SCEANA, Gt.Shu, Ba.Seiichi, Dr.HINA

## 作品
ZI:KILL（1987年 - 1994年）、CRAZE（1994年 - 2006年）、Vez（2012年 - 2017年）は各項目の作品参照

### johnny loves brautigan
- ロッキープラネット（デモ）/ 暴れだす日々の群像（デモ）会場限定配布2曲入りCD-R
- Into your light / myth or fake（2011年）シングル

### Daisy*glitteR
- Affectation（2015年10月14日 coolism records CLMR-0036）1stシングル

#### OXYMORPHONN
- 1曲入りデモ『The first taste of OXYMORPHONN（DEMO）』（2019年6月7日）
- 2曲入りデモ『Second taste of OXYMORPHONN（DEMO）』（2020年10月6日）
- 1stアルバム『OPERATION：NO PLAN』（2021年3月 VCCM-2122）
＃10「FEAR」は高木フトシfeat.曲。

### 幻覚
- ライブDVD『始動。』（2023年1月、FUCKOFF RECORDS）
- セルフカバー・ミニアルバム『KILL MOTHER FUCKER』（2023年、FUCKOFF RECORDS）
- ライブDVD『kill mother fucker』（2024年4月20日通販発売、FUCKOFF RECORDS）
- ミニ・アルバム『recall!!!!!!!』（2024年11月2日会場発売、FUCKOFF RECORDS）

## SEIICHIモデル
- Greco TV-1200SE
- Greco TV-800SE
- Burny CSB-85

## リンク
- seiichi iida (@seiichi_iida_) - Instagram
- OXYMORPHONN
- OXYMORPHONN (@oxymorphonn_jpn) - X（旧Twitter）